# Fredede bygninger i Guldborgsund Kommune
Denne liste over fredede bygninger i Guldborgsund Kommune viser alle fredede bygninger i Guldborgsund Kommune, bortset fra kirker. Listen bygger på data fra Kulturarvsstyrelsen.